# El Copal, Michoacán de Ocampo
El Copal är en ort i Mexiko.   Den ligger i kommunen Ziracuaretiro och delstaten Michoacán de Ocampo, i den södra delen av landet, 290 km väster om huvudstaden Mexico City. El Copal ligger 1 530 meter över havet och antalet invånare är 260.
Terrängen runt El Copal är huvudsakligen kuperad, men åt nordost är den bergig. Runt El Copal är det ganska tätbefolkat, med 78 invånare per kvadratkilometer. Närmaste större samhälle är Uruapan, 18,3 km väster om El Copal. I omgivningarna runt El Copal växer huvudsakligen savannskog.